# Suðvesturkjördæmi

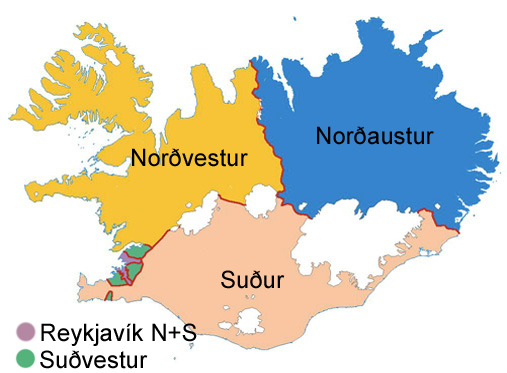
Karta på Island med de sex valkretsarna markerade. Huvudstaden Reykjavik är delad i norr och söder.

Suðvesturkjördæmi är en av Islands sex valkretsar. Valkretsen, som har tretton platser i det isländska alltinget, omfattar ett mindre område i sydvästra Island utanför huvudstaden Reykjavik. I och med valen 2013 utökades antalet mandat i valkretsen till tretton.

## Politiker i Alltinget
| Nr | Namn                       | Parti                 |
| -- | -------------------------- | --------------------- |
| 1  | Árni M. Mathiesen          | Sjálfstæðisflokkurinn |
| 2  | Rannveig Guðmundsdóttir    | Samfylkingin          |
| 3  | Gunnar Birgisson           | Sjálfstæðisflokkurinn |
| 4  | Þórunn Sveinbjarnardóttir  | Samfylkingin          |
| 5  | Siv Friðleifsdóttir        | Framsóknarflokkurinn  |
| 6  | Sigríður A. Þórðardóttir   | Sjálfstæðisflokkurinn |
| 7  | Katrín Júlíusdóttir        | Samfylkingin          |
| 8  | Þorgerður K. Gunnarsdóttir | Sjálfstæðisflokkurinn |
| 9  | Valdimar L. Friðriksson    | Samfylkingin          |
| 10 | Gunnar Örlygsson           | Sjálfstæðisflokkurinn |
| 11 | Bjarni Benediktsson        | Sjálfstæðisflokkurinn |